# 登峰街道
登峰街道（とうほうがいどう）は、広州市越秀区の街道。現行行政地名は登峰街道童心社区、登峰街道清水塘社区などの社区12個がある。数多くのアフリカ系の人がこの街道に居住する。

## 地理
広州市越秀区の北東部に位置している。

## 行政区画
12街道を管轄する。

## 施設

### 交通
・地下鉄の駅：